# ليو غراهام
ليو غراهام (بالإنجليزية: Leo Graham)‏ هو كاتب أغاني وملحن أمريكي، ولد في 1941.

## وصلات خارجية
- ليو غراهام على موقع ميوزك برينز (الإنجليزية)
- ليو غراهام على موقع أول ميوزيك (الإنجليزية)
- ليو غراهام على موقع ديسكوغز (الإنجليزية)